# Odznaka Pamiątkowa Generalnego Inspektora Sił Zbrojnych
Odznaka Pamiątkowa Generalnego Inspektora Sił Zbrojnych (Odznaka Pamiątkowa GISZ) – odznaka pamiątkowa Generalnego Inspektora Sił Zbrojnych.

## Historia odznaki
6 maja 1936 roku Generalny Inspektor Sił Zbrojnych, generał dywizji Edward Śmigły-Rydz zatwierdził wzór i regulamin Odznaki Pamiątkowej Generalnego Inspektora Sił Zbrojnych. Odznaka była „symboliczną i drogą pamiątką pełnienia zaszczytnej służby w GISZ w okresie od 6 sierpnia 1926 roku do 12 maja 1935 roku pod rozkazami Józefa Piłsudskiego Pierwszego Marszałka Polski, jako Generalnego Inspektora Sił Zbrojnych”.
Prawo otrzymania odznaki przysługiwało:
- generałom – inspektorom armii,
- generałom do prac przy Generalnym Inspektorze Sił Zbrojnych,
- oficerom sztabów inspektorów armii i generałów do prac przy GISZ,
- oficerom Gabinetu Generalnego Inspektora Sił Zbrojnych,
- oficerom Biura Inspekcji GISZ i pododdziałów bezpośrednio podległych,
- oficerom Samodzielnego Referatu Personalnego GISZ.

Odznakę nadawał Generalny Inspektor Sił Zbrojnych na podstawie wniosków przedstawionych przez Komisję Odznaki Pamiątkowej GISZ.
Działalność komisji i nadawanie odznak miały być zakończone do 12 maja 1937 roku.
Informacja o ustanowieniu odznaki została opublikowana w Dziennik Rozkazów Ministerstwa Spraw Wojskowych Nr 7 z 14 maja 1936 roku.
Zastanawiający jest fakt, że zarządzenie Generalnego Inspektora Sił Zbrojnych w sprawie powołania Komisji Odznaki Pamiątkowej GISZ zostało ogłoszone w rozkazie wewnętrznym Nr 23 z 7 maja 1936 roku. W tym samym rozkazie Generalny Inspektor Sił Zbrojnych określił zadania dla Komisji, która miała opracować i przedstawić:
- regulamin Odznaki Pamiątkowej GISZ,
- wzór odznaki i dyplom,
- listę uprawnionych do otrzymania odznaki w terminach 12 V 1936 – 12 V 1937.

Ponadto Generalny Inspektor Sił Zbrojnych określił, że Komisja po zakończeniu działalności przekaże wszystkie akta szefowi Wojskowego Biura Historycznego.
Prawo do posiadania odznaki tracili ukarani „na czci i honorze wyrokami sądów honorowych lub sądów karnych wojskowych i cywilnych”.
Odznaka nie przysługiwała generałom pełniącym funkcje generałów inspekcjonujących i oficerom ich sztabów. Na tej podstawie odmówiono prawa do odznaki porucznikowi stanu spoczynku kawalerii Stefanowi Kajetanowi Bayerowi, który w okresie od 1 stycznia do 1 października 1927 roku pełnił służbę w sztabie generała dywizji Jana Thullie na stanowisku oficera ordynansowego. Podobnie prawa do odznaki odmówiono kapitanowi żandarmerii Jerzemu Kazimierzowi Gracjanowi Dąbrowskiemu, który od 17 lipca do 27 grudnia 1929 roku pełnił służbę w 3 Plutonie Żandarmerii Warszawa, ochraniającym GISZ. Komisja odznaki uznała, że odbywanie praktyki we wspomnianym pododdziale nie stanowi dostatecznej podstawy do otrzymania odznaki.
O przyznanie odznaki mogli się ubiegać wyłącznie oficerowie, których przydział do GISZ został ogłoszony w Dzienniku Personalnym Ministerstwa Spraw Wojskowych. Z tego powodu odmówiono prawa do odznaki ówczesnemu komendantowi Centrum Wyszkolenia Kawalerii w Grudziądzu, pułkownikowi dyplomowanemu Józefowi Smoleńskiemu, który swoją prośbę o przyznanie odznaki motywował tym, że w okresie od grudnia 1928 roku do marca 1930 roku wchodził w skład „ekipy operacyjnej” pracującej w Sztabie Głównym bezpośrednio dla marszałka Polski Józefa Piłsudskiego i zgodnie z jego osobistymi wytycznymi. Poza pułkownikiem Smoleńskim, w skład „ekipy operacyjnej” wchodzili podpułkownicy dyplomowani: Karol Lenczowski, Alfred Krajewski i Andrzej Liebich oraz porucznik Franciszek Demel.
Odznakę noszono na mundurze, na lewej piersi, nad odznaczeniami. Odznakę wraz z dyplomem osoby odznaczone nabywały na własny koszt. Koszt jednej odznaki wynosił 15 zł. Wykazy odznaczonych były ogłaszane w rozkazie wewnętrznych GISZ.
Odznaka o wymiarach 35x35 mm ma kształt ryngrafu wykonanego z blachy srebrnej. Tło emaliowane w kolorze wstążki orderu Virtuti Militari, a obramowanie w formie srebrnego wężyka generalskiego. Na środek ryngrafu nałożone złote litery „J.P.”, a pod nimi skrzyżowane dwie buławy marszałkowskie. Wykonawcą odznaki był Wiktor Gontarczyk Zakład Wyrobów Artystycznych w Bronzie, Srebrze i Złocie w Warszawie przy ulicy Miodowej 17 i 19.

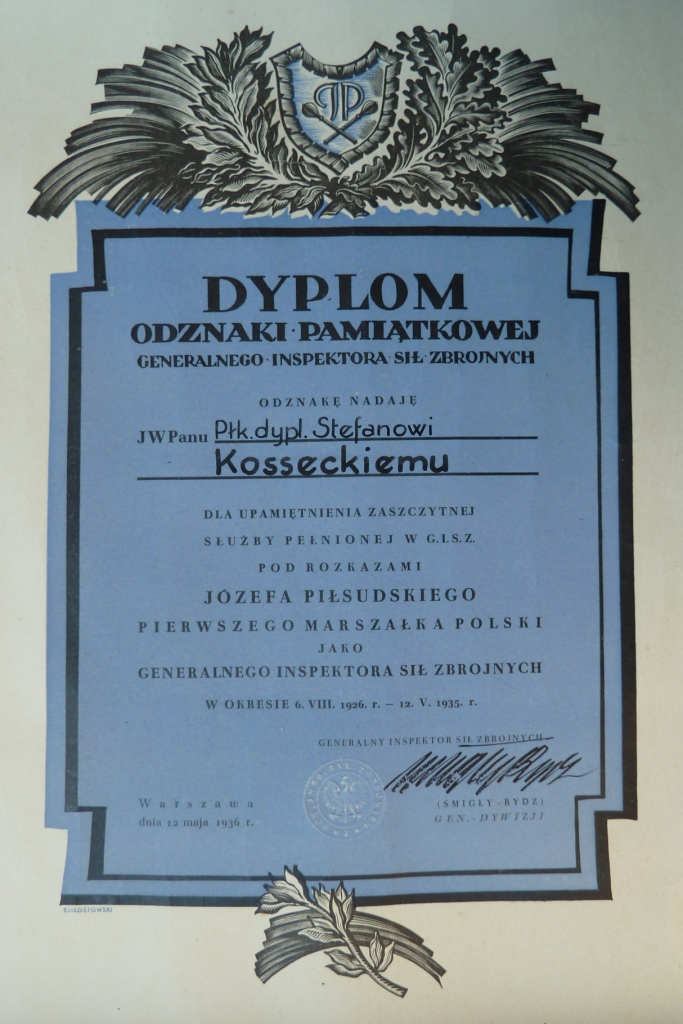
Dyplom odznaki przyznanej płk. dypl. Stefanowi Kosseckiemu

Wykonano 267 odznak, w tym 12 bezpłatnych. Wiktor Gontarczyk za wykonanie odznak otrzymał 2432,50 zł. Stanisław Ostoja-Chrostowski zamieszkały w Warszawie przy ulicy Natolińskiej 3 za wykonanie projektu odznaki i dyplomu otrzymał 500,00 zł, a ponadto jedną z dwunastu „bezpłatnych” odznak. Drukarnia Zakładów Wydawniczych M. Arcta S.A. w Warszawie przy ulicy Nowy Świat 35 i Doświadczalna Pracownia Graficzna Salezjańskiej Szkoły Rzemiosł w Warszawie przy ulicy Lipowej 14 za wydrukowanie dyplomów otrzymały odpowiednio 50 i 55,10 zł. Doświadczalna Pracownia Graficzna wydrukowała dyplomy na bezdrzewnym kartonie o wadze 250 gramów każdy, natomiast Drukarnia Arcta na papierze japońskim. Marian Adamski Fabryka Pudełek i Introligatornia w Warszawie-Mokotowie przy ulicy Rejtana 9 za wykonanie 305 futerałów do dyplomów i 304 opakowań-pudełek do futerału i pudełek na odznaki otrzymała 228,45 zł.
13 listopada 2014 roku na e-aukcji w Warszawskim Centrum Numizmatycznym odznaka została wylicytowana za kwotę 6800 zł.
Generalny Inspektor Sił Zbrojnych rozkazem Nr 301-189/38 z 21 stycznia 1938 roku zezwolił uzupełnić treść § 6 Regulaminu Odznaki Pamiątkowej GISZ w sposób następujący: „na ubraniu cywilnym w butonierce może być noszona miniatura Odznaki (wymiar 17 mm x 17 mm)”. Wykonawcą miniatury był również Wiktor Gontarczyk, a jej cena wynosiła 5 zł.
16 marca 1938 roku generał Sosnkowski złożył marszałkowi Polski Śmigły-Rydzowi „meldunek o ukończeniu prac” Komisji.
Generalny Inspektor Sił Zbrojnych rozkazem Nr 301-1113/38 z 6 kwietnia 1938 roku zatwierdził sprawozdanie Komisji Odznaki Pamiątkowej GISZ z 16 marca 1938 roku oraz nakazał likwidację i rozwiązanie komisji. Ze sprzedaży odznak uzyskano nadwyżkę kasową w kwocie 552,86 zł. Decyzją Generalnego Inspektora Sił Zbrojnych kwotę 152,86 zł przeznaczono na specjalny album Odznaki Pamiątkowej GISZ, który miał być złożony w Muzeum Pierwszego Marszałka Polski Józefa Piłsudskiego, a pozostała kwota przekazana do dyspozycji Aleksandry Piłsudskiej. 9 kwietnia 1938 roku Aleksandra Piłsudska pokwitowała odbiór 400 zł.

## Odznaczeni Odznaką Pamiątkową GISZ
11 maja 1936 roku Generalny Inspektor Sił Zbrojnych, generał dywizji Edward Śmigły-Rydz przyjął Odznakę Pamiątkową GISZ, przyznaną mu z dniem 12 maja 1936 roku przez Komisję Odznaki Pamiątkowej GISZ oraz nadał z dniem 12 maja Odznakę Pamiątkową GISZ niżej wymienionym generałom:
1. gen. broni Lucjan Żeligowski,
2. ś.p. gen. dyw. Jan Romer,

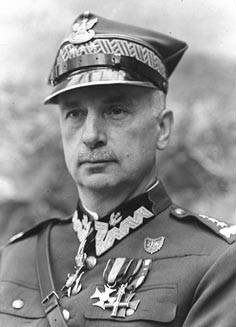
Generał broni Kazimierz Sosnkowski. Na lewej piersi, nad orderami, widoczna Odznaka Pamiątkowa GISZ.

3. ś.p. gen. dyw. Daniel Konarzewski,
4. gen. dyw. Józef Rybak,
5. gen. dyw. Wacław Fara,
6. gen. dyw. Kazimierz Sosnkowski,
7. gen. dyw. Aleksander Osiński,
8. gen. dyw. Leonard Skierski,
9. gen. dyw. Leon Berbecki,
10. gen. dyw. Mieczysław Norwid-Neugebauer,
11. gen. dyw. Juliusz Rómmel,
12. gen. dyw. Tadeusz Piskor,
13. gen. dyw. Stefan Dąb-Biernacki,
14. gen. dyw. Gustaw Orlicz-Dreszer,
15. gen. dyw. Kazimierz Fabrycy,
16. gen. dyw. Stanisław Burhardt-Bukacki,
17. gen. dyw. Tadeusz Kasprzycki,
18. gen. bryg. Stanisław Kwaśniewski,
19. gen. bryg. Władysław Bortnowski,
20. gen. bryg. Janusz Gąsiorowski,
21. gen. bryg. Bolesław Wieniawa-Długoszowski,
22. gen. bryg. Mieczysław Boruta-Spiechowicz[11].

Data „12 maja 1936” – pierwsza rocznica śmierci marszałka Polski Józefa Piłsudkiego – była datą nadania Odznaki wspólną dla wszystkich odznaczonych.
Poza wspomnianymi wyżej, marszałkiem Polski Edwardem Śmigły-Rydzem i Stanisławem Ostoja-Chrostowskim, odznaki „bezpłatne” otrzymali:
- Gabinet Ministra Spraw Wojskowych,
- kpt. st. sp. piech. Czesław Kiciński, były oficer ordynansowy Inspektora Armii gen. Leona Berbeckiego,
- wdowa po śp. mjr. dypl. piech. Franciszku Janie Białeckim, zm. 11 czerwca 1928 roku[12],
- wdowa po śp. ppłk. dypl. art. Władysławie Karolu Gadomskim, zm. 19 października 1935 roku w Warszawie[13],
- wdowa po śp. por. kaw. Tadeuszu III Górskim,
- wdowa po śp. ppłk. dypl. piech. Stanisławie Krzysiku, byłym oficerze sztabu Inspektora Armii gen. Leonarda Skierskiego,
- wdowa po śp. kpt. art. Tadeuszu IV Nowakowskim, byłym kreślarzu w GISZ,
- wdowa po śp. por. Hipolicie Pachulskim, byłym kierowniku kancelarii Inspektoratu Armii we Lwowie,
- wdowa po śp. por. Stanisławie Wrońskim.

Dwunasta odznaka została przeznaczona do albumu Odznaki Pamiątkowej GISZ.
9 czerwca 1939 roku Generalny Inspektor Sił Zbrojnych nadał Odznakę generałowi brygady Wacławowi Teofilowi Stachiewiczowi, byłemu I oficerowi sztabu inspektora armii.
15 lipca 1936 roku Generalny Inspektor Sił Zbrojnych nadał Odznakę kolejnym oficerom:

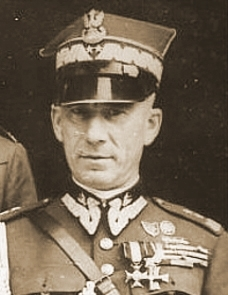
Generał dywizji Mieczysław Norwid-Neugebauer. Na lewej piersi, nad orderami, widoczna Odznaka Pamiątkowa GISZ i znak oficerski „Parasol”.

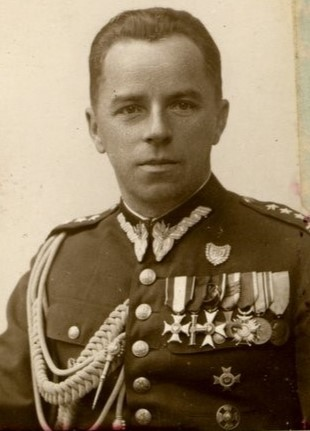
Płk dypl. piech. Tadeusz Münnich. Na lewej piersi, nad orderami, widoczna Odznaka Pamiątkowa GISZ.

1. płk dypl. piech. Adam Brzechwa-Ajdukiewicz,
2. ppłk dypl. kaw. Janusz Albrecht,
3. ppłk dypl. Kazimierz Aleksandrowicz,
4. rtm. Jerzy Antoni Baliński, oficer ordynansowy generała Burhardt-Bukackiego[16],
5. płk dypl. piech. dr Maciej Euzebiusz Walerian Bardel,
6. płk dypl. piech. Piotr Bartak,
7. mjr dypl. piech. Władysław Bartosik,
8. mjr dypl. piech. Jan Antoni Becher,
9. kpt. dypl. art. Jerzy Bereśniewicz (ur. 6 XI 1897, zm. 1940 Charków),
10. śp. mjr dypl. piech. Franciszek Jan Białecki, były referent Inspektoratu Armii w Toruniu,
11. mjr art. Anatol Olgierd Bielski, adiutant przyboczny (ur. 9 II 1880),
12. rtm. Władysław Biełobradek,
13. mjr dypl. Władysław Bieńkowski,
14. śp. płk dypl. piech. Jan Włodarski,
15. por. adm. Antoni Bilicz, bibliotekarz,
16. mjr dypl. art. Józef Leopold Biliński,
17. płk dypl. piech. Jerzy Ferek-Błeszyński,
18. kpt. piech. Dionizy Błeszyński, były oficer ordynansowy inspektora armii we Lwowie,
19. płk dypl. piech. Zygmunt Bohusz-Szyszko,
20. płk dypl. kaw. Zbigniew Brochwicz-Lewiński,
21. kpt. piech. Jan Stanisław Broda, Kancelaria Biura Inspekcji GISZ (ur. 18 X 1887, zm. 17 IX 1939),
22. kpt. sam. Marian Brodzisz, były dowódca Samodzielnej Kolumny Samochodowej GISZ[17],
23. ppłk dypl. art. Stefan Brzeszczyński,
24. kpt. art. Jacek Stefan Brzeziński, oficer ordynansowy inspektora armii generała Piskora,
25. mjr żand. Jan Budzianowski, dowódca Szwadronu Ochronnego,
26. por. adm. Władysław Burzyński, oficer kancelaryjny od 30 IX 1926,
27. ppłk kaw. Kazimierz Busler, były kierownik Samodzielnego Referatu Personalnego,
28. mjr piech. Zygmunt Chabowski, były oficer Samodzielnego Referatu Personalnego,
29. mjr dypl. piech. Bronisław Chruściel,
30. ppłk dypl. kaw. Zdzisław Chrząstowski,
31. ppłk dypl. art. Jan Ciałowicz,
32. mjr dypl. Bolesław Jan Ciążyński, oficer sztabu inspektora armii generała Osińskiego do 1 X 1929,
33. śp. mjr int. Henryk Ciepichałł, płatnik (31 III 1927 – † 12 VI 1934),
34. por. sam. Antoni Czerwiakowski, oficer Samodzielnej Kolumny Samochodowej GISZ,
35. ppłk dypl. art. Stefan Czerwiński,
36. płk dypl. piech. inż. Otton Czuruk,
37. kpt. rez. piech. Stefan Cygański, były oficer Samodzielnego Referatu Personalnego,
38. mjr art. Wacław Łukasz Cypryszewski, były oficer ordynansowy inspektora armii generała Rómmla,
39. ppłk dypl. piech. Franciszek Władysław Demel, były III oficer sztabu inspektora armii generała Rybaka,
40. śp. ppłk dypl. art. Fryderyk Douglas,
41. mjr dypl. art. Stanisław Dziewiszek, były oficer ordynansowy inspektora armii we Lwowie,
42. kpt. piech. Stanisław VI Dąbrowski, kierownik kancelarii Inspektoratu Armii w Toruniu,
43. por. rez. sam. Jan Ejmont, były oficer Samodzielnej Kolumny Samochodowej GISZ,
44. płk dypl. art. inż. Jerzy Marian Englisch, były II oficer sztabu inspektora armii generała Norwid-Neugebauera,
45. mjr dypl. art. Stanisław Fieldorf, były oficer ordynansowy inspektora armii generała Orlicz-Dreszera,
46. mjr dypl. art. Juliusz Jakub Jan Filipkowski, były III oficer sztabu inspektora armii generała Dąb-Biernackiego w Wilnie (20 IX 1930 – 26 I 1934 → 1 pal Leg.),
47. mjr dypl. kaw. Ksawery Floryanowicz, oficer sztabu inspektora armii generała Norwid-Neugebauera w Toruniu,
48. płk dypl. art. Wojciech Fyda,
49. śp. ppłk dypl. art. Władysław Karol Gadomski, były oficer sztabu inspektora armii generała Burhardt-Bukackiego,
50. mjr piech. st. sp. Bronisław Konstanty Galbasz, były oficer Samodzielnego Referatu Personalnego,
51. ppłk dypl. piech. Jan Franciszek Gaładyk, były II oficer sztabu inspektora armii generała Śmigły-Rydza,
52. mjr kaw. st. sp. Ryszard Garniewicz, były oficer ordynansowy inspektora armii generała Norwid-Neugebauera (11 VI 1927 – 26 IV 1928),
53. kpt. art. Edward Giejgo, były oficer ordynansowy inspektora armii generała Konarzewskiego (od 9 XII 1932),
54. por. rez. kaw. Wacław Gilewicz, rezydent placówki wywiadowczej „Bombaj” w Szczecinie pod przykrywką urzędnika konsularnego,
55. płk dypl. art. Kazimierz Glabisz, oficer do zleceń,
56. mjr dypl. art. Stanisław Gliwicz, były referent w sztabie inspektora armii generała Śmigły-Rydza (6 VII 1929 – 9 XII 1932),
57. mjr dypl. art. Jan Gorzko, oficer sztabu inspektora armii generała Orlicz-Dreszera (od 26 I 1934),
58. mjr dypl. piech. Mikołaj Błogosław Gorczewski, były III oficer sztabu inspektora armii w Warszawie (23 VII 1930 – 20 VII 1932), † 18 maja 1939 roku w Krakowie,
59. śp. por. kaw. Tadeusz III Górski, były oficer sztabu inspektora armii generała Śmigły-Rydza, † 12 listopada 1930 roku[18],
60. ppłk dypl. sap. Józef Grodecki, były oficer sztabu inspektora armii we Lwowie,
61. mjr dypl. kaw. Antoni Grudziński, były oficer sztabu inspektora armii we Lwowie,
62. ppłk dypl. art. Zdzisław Grzymirski, były oficer sztabu inspektora armii generała Śmigły-Rydza,
63. ppłk dypl. art. st. sp. Józef Hałaciński, były oficer sztabu inspektora armii generała Romera,
64. mjr dypl. piech. Władysław Harland, były oficer sztabu inspektora armii generała Piskora,
65. ppłk dypl. art. Karol Hauke, były oficer sztabu inspektora armii generała Osińskiego,
66. kpt. sam. Stanisław Godzimir Hains, były dowódca Samodzielnej Kolumny Samochodowej GISZ,
67. ppłk dypl. piech. Alojzy Horak, były oficer sztabu inspektora armii generała Norwid-Neugebauera,
68. płk dypl. piech. Józef Sas-Hoszowski, były oficer sztabu inspektora armii generała Skierskiego w Toruniu,
69. mjr dypl. art. Stefan Longin Izdebski, były oficer sztabu inspektora armii generała Rómmla,
70. płk dypl. piech. Józef Jaklicz, były I oficer sztabu inspektora armii,
71. ppłk dypl. art. Wiktor Alojzy Jakubowski, były oficer sztabu inspektora armii generała Piskora,
72. śp. kpt. sap. Tadeusz Jandura, były kierownik Kancelarii Gabinetu GISZ, † 7 VI 1935 Warszawa,
73. rtm. Stefan III Janowski, referent Samodzielnego Referatu Personalnego GISZ,
74. por. kanc. Jan Jarnicki, były oficer kancelaryjny Biura Inspekcji GISZ,
75. ppłk dypl. kaw. Jerzy Jan Jastrzębski, były oficer sztabu inspektora armii generała Rómmla,
76. kpt. piech. Jan Jawicz, oficer ordynansowy inspektora armii generała Sosnkowskiego,
77. mjr kaw. Tadeusz Józef Jezierski, były oficer ordynansowy inspektora armii generała Rybaka, później kierownik samodzielnego referatu w Dowództwie Taborów i Szefostwie Remontu,
78. mjr żand. Kazimierz Kaciukiewicz, dowódca Szwadronu Ochronnego Żandarmerii,
79. kpt. kanc. Stanisław Kalinka, Kancelaria Inspektoratu Armii w Toruniu,
80. mjr dypl. kaw. Celestyn Kański, były oficer ordynansowy inspektora armii generała Romera,
81. ppłk dypl. piech. Stanisław Kara, były oficer sztabu inspektora armii generała Rybaka,
82. mjr dypl. piech. Wilhelm Kasprzykiewicz, były oficer sztabu inspektora armii generała Piskora,
83. por. samoch. Franciszek Kawala, młodszy oficer Samodzielnej Kolumny Samochodowej GISZ,
84. płk dypl. piech. st. sp. Rudolf Kawiński, były I oficer sztabu inspektora armii generała Skierskiego,
85. kpt. piech. st. sp. Czesław Kiciński, były oficer ordynansowy inspektora armii generała Berbeckiego,
86. por. adm. Edward Kiedrowski, były oficer sztabu inspektora armii generała Skierskiego,
87. płk dypl. art. Władysław Kiliński, Biuro dla prac Komitetu Obrony Państwa przy GISZ,
88. mjr dypl. art. Jerzy Kirchmayer, oficer sztabu inspektora armii generała Norwid-Neugebauera w Toruniu,
89. mjr dypl. piech. Jan Kobylański, były oficer sztabu inspektora armii generała Piskora,
90. ppłk rez. piech. Kazimierz Kominkowski, były oficer Samodzielnego Referatu Personalnego GISZ,
91. rtm. st. sp. Leon Kon, były oficer ordynansowy inspektora armii generała Rómmla,
92. płk dypl. kaw. Adam Korytowski, były I oficer sztabu generała do prac przy GISZ generała Dąb-Biernackiego,
93. mjr kaw. Marian Korczak, były oficer ordynansowy generała do prac przy GISZ generała Rómmla,
94. mjr dypl. kaw. st. sp. dr Hilary Kossak, były oficer sztabu inspektora armii generała Norwid-Neugebauera,
95. płk dypl. piech. Stefan Kossecki, były II oficer sztabu inspektora armii generała Skierskiego w Toruniu,
96. kpt. art. Jan Kostka, były oficer ordynansowy generała do prac przy GISZ generała Orlicz-Dreszera,
97. mjr dypl. piech. Bronisław Kowalczewski, były oficer sztabu inspektora armii generała Śmigły-Rydza,
98. płk dypl. art. Wincenty Kowalski, były I oficer sztabu inspektora armii generała Piskora,
99. ppłk dypl. piech. Alfred Krajewski, były oficer sztabu inspektora armii generała Sosnkowskiego,
100. kpt. art. Ernest Krautwald[19], były oficer ordynansowy inspektora armii generała Romera,
101. mjr dypl. piech. Jerzy Krubski, były oficer sztabu inspektora armii generała Sosnkowskiego,
102. śp. ppłk dypl. piech. dr Stanisław Marian Krzysik, były oficer sztabu inspektora armii generała Skierskiego † 1 II 1930 Kołomyja[20],
103. płk dypl. Bolesław Krzyżanowski, I oficer sztabu inspektora armii generała Dąb-Biernackiego w Wilnie,
104. mjr kaw. Tadeusz Kuźmiński, były oficer ordynansowy inspektora armii generała Konarzewskiego,
105. płk dypl. art. dr Stanisław Künstler, I oficer sztabu inspektora armii we Lwowie,
106. kpt. żand. Tadeusz Kolijewicz, były zastępca dowódcy Szwadronu Ochronnego,
107. kpt. piech. Marcin Wiktor Langner, oficer ordynansowy inspektora armii generała Orlicz-Dreszera,
108. ppłk dypl. piech. Karol Lenczowski, oficer sztabu inspektora armii generała Orlicz-Dreszera,
109. mjr piech. Mieczysław Lepecki, oficer do zleceń GISZ,
110. kpt. art. Stanisław II Lewandowski, były oficer ordynansowy inspektora armii generała Piskora,
111. mjr dypl. kaw. Wilhelm Lewicki, były oficer GISZ,
112. ppłk dypl. piech. Andrzej Liebich, oficer sztabu inspektora armii generała Żeligowskiego,
113. mjr dypl. piech. st. sp. Karol Lilienfeld-Krzewski, były oficer Biura Inspekcji GISZ,
114. ppłk dypl. piech. Stefan Loth, II oficer sztabu inspektora armii generała Orlicz-Dreszera,
115. ppłk sap. Antoni Lukas, oficer sztabu inspektora armii generała Sosnkowskiego,
116. mjr kanc. st. sp. Władysław Łobanowski, kierownik kancelarii Biura Inspekcji GISZ,
117. ppłk dypl. kaw. Tadeusz Machalski, były oficer sztabu inspektora armii generała Osińskiego,
118. ppłk dypl. piech. Feliks Henryk Machnowski, oficer Biura Inspekcji GISZ,
119. mjr dypl. art. Jerzy Machwitz-Boguski, oficer sztabu inspektora armii generała Fabrycego,
120. mjr kaw. st. sp. Emil Macieliński, były referent w Inspektoracie Armii w Warszawie,
121. śp. ppłk piech. Adolf Maciesza, były członek Kapituły Orderu Virtuti Militari,
122. ppłk dypl. piech. Jan Maliszewski, były oficer sztabu generała do prac przy GISZ generała Dąb-Biernackiego,
123. płk dypl. kaw. Fryderyk Mally, były oficer sztabu inspektora armii generała Dąb-Biernackiego,
124. rtm. Edward Mańkowski, były oficer ordynansowy inspektora armii generała Śmigły-Rydza,
125. mjr dypl. art. Konstanty Ścibor-Marchocki, oficer sztabu inspektora armii we Lwowie i Toruniu,
126. mjr dypl. kaw. Kazimierz Max, były oficer sztabu inspektora armii generała Orlicz-Dreszera,
127. ppłk dypl. art. Stefan Mączyński, były referent w Inspektoracie Armii w Wilnie,
128. kpt. adm. Julian Zygmunt Menhard, były oficer Kancelarii GISZ,
129. por. art. Bolesław Mentrak, były kreślarz Biura Inspekcji GISZ, † 1940 Charków,
130. mjr dypl. art. Jan Milewski, były oficer sztabu inspektora armii generała Fabrycego,
131. mjr piech. Lucjan Miładowski, były oficer Samodzielnego Referatu Personalnego GISZ,
132. kpt. dypl. art. Antoni Minkiewicz, były oficer sztabu inspektora armii generała Norwid-Neugebauera,
133. mjr dypl. kaw. Jan Monwid-Olechnowicz, oficer sztabu inspektora armii generała Rómmla,
134. kpt. żand. Hipolit Czesław Morawski, były zastępca dowódcy Szwadronu Ochronnego Żandarmerii,
135. płk dypl. piech. Aleksander Zygmunt Myszkowski, I oficer sztabu generała do prac przy GISZ generała Burhardt-Bukackiego,
136. kpt. żand. Leonard Müller, były zastępca dowódcy Szwadronu Ochronnego Żandarmerii,
137. por. int. Tadeusz Paweł Musiał, płatnik GISZ,
138. kpt. dypl. art. Józef Musielewicz, oficer sztabu inspektora armii generała Sosnkowskiego,
139. ppłk dypl. piech. Tadeusz Münnich, I oficer sztabu inspektora armii generała Norwid-Neugebauera w Toruniu,
140. mjr dypl. piech. Władysław Niewiarowski, były II oficer sztabu inspektora armii generała Berbeckiego,
141. mjr dypl. art. Bronisław Noël, były oficer ordynansowy inspektora armii generała Romera,
142. śp. kpt. dypl. art. Tadeusz IV Nowakowski, były kreślarz w GISZ,
143. ppłk dypl. piech. Tomasz Obertyński, były oficer sztabu inspektora armii generała Fary w Wilnie,
144. mjr dypl. piech. Czesław Oborski, były oficer sztabu inspektora armii generała Konarzewskiego,
145. mjr dypl. piech. Leopold Ombach, były III oficer sztabu inspektora armii generała Burhardt-Bukackiego w Warszawie,
146. kpt. kanc. Jan II Ostrowski, kierownik kancelarii Inspektoratu Armii we Lwowie,
147. mjr piech. Marian Czesław Pacholski, referent Samodzielnego Referatu Personalnego GISZ,
148. śp. por. kanc. Hipolit Pachulski, były kierownik kancelarii Inspektoratu Armii we Lwowie,
149. mjr dypl. piech. Czesław Parczyński, adiutant przyboczny GISZ,
150. ppłk dypl. kaw. Józef Pętkowski, były II oficer sztabu inspektora armii generała Berbeckiego,
151. płk dypl. piech. Wacław Piekarski, były I oficer sztabu inspektora armii generała Romera,
152. płk dypl. art. st. sp. Wojciech Pietras, były I oficer sztabu generała do prac przy GISZ generała Orlicz-Dreszera,
153. kpt. kanc. Wacław Marcel Plackowski, kierownik kancelarii Inspektoratu Armii w Wilnie,
154. mjr dypl. kaw. Zygmunt Antoni Józef Platonoff-Plater, oficer GISZ, † 1940 Katyń,
155. por. adm. Kazimierz Marian Pluszyński, płatnik GISZ,
156. ppłk dypl. piech. Jerzy Płachta-Płatowicz, były I oficer sztabu inspektora armii generała Norwid-Neugebauera w Toruniu,
157. kpt. dypl. art. Aleksander Poncet de Sandon, były oficer sztabu generała do prac przy GISZ generała Dąb-Biernackiego,
158. por. int. Szymon Franciszek Popkiewicz, były płatnik GISZ,
159. ppłk dypl. art. Tadeusz Popławski, były oficer sztabu inspektora armii generała Berbeckiego,
160. płk dypl. piech. Władysław Powierza, były I oficer sztabu inspektora armii generała Fary w Wilnie,
161. ppłk dypl. art. Tadeusz Procner, były oficer sztabu inspektora armii generała Fary i Berbeckiego,
162. mjr dypl. kaw. Rafał Protassowicki, były oficer sztabu generała do prac przy GISZ generała Orlicz-Dreszera,
163. płk piech. Aleksander Prystor, były kierownik Samodzielnego Referatu Personalnego GISZ,
164. płk dypl. kaw. st. sp. Jan Pryziński, były oficer sztabu inspektora armii we Lwowie,
165. mjr dypl. piech. Stanisław Władysław Pstrokoński, oficer sztabu inspektora armii generała Fabrycego we Lwowie,
166. ppłk dypl. piech. st. sp. Bronisław Radziejowski, były II oficer sztabu inspektora armii,
167. mjr dypl. piech. st. sp. Henryk Floyar-Rajchman, były oficer Biura Inspekcji GISZ,
168. kpt. gosp. Karol Rolski, oficer kasowo-rachunkowy GISZ,
169. płk dypl. łącz. st. sp. inż. Stefan Rotarski, były I oficer sztabu inspektora armii generała Osińskiego,
170. płk dypl. piech. Stefan Rowecki, były I oficer sztabu inspektora armii generała Rybaka,
171. por. sam. Czesław Rybiński, były oficer Samodzielnej Kolumny Samochodowej GISZ,
172. kpt. piech. Franciszek Sakowski, referent Biura Kapituły Virtuti Militari,
173. mjr dypl. Józef Sienkiewicz, były oficer ordynansowy inspektora armii generała Rybaka,
174. ppłk dypl. Józef Sierosławski, były oficer sztabu inspektora armii generała Burhardt-Bukackiego,
175. por. gosp. st. sp. Rudolf Skowroński, były płatnik GISZ,
176. mjr dypl. st. sp. Mieczysław Skulski, były oficer sztabu generała do prac przy GISZ generała Burhardt-Bukackiego,
177. mjr kaw. Mieczysław Julian Skrzyński, były oficer ordynansowy inspektora armii generała Norwid-Neugebauera,
178. kpt. piech. Franciszek Skrzywanek, Kancelaria Biura Inspekcji GISZ,
179. ppłk dypl. art. Władysław Slawiczek, były referent inspektora armii generała Rybaka,
180. płk dypl. piech. st. sp. Walery Sławek, były III oficer do zleceń GISZ,
181. kpt. dypl. piech. Bogusław Smoleń, oficer do zleceń GISZ,
182. ppłk piech. Franciszek Sobolta, kierownik Samodzielnego Referatu Personalnego GISZ i szef Biura Kapituły Virtuti Militari,
183. ppłk dypl. kaw. Adam Korwin-Sokołowski, były oficer do zleceń GISZ,
184. ppłk dypl. art. Stanisław Jakub Sokołowski, były I oficer sztabu inspektora armii generała Romera,
185. mjr dypl. piech. Janusz Sopoćko, były oficer sztabu inspektora armii generała Osińskiego,
186. por. gosp. Gustaw Stachowicz, oficer łącznikowy Administracji Gmachu GISZ w Kwaterze Głównej M.S.Wojsk.,
187. por. sam. st. sp. Stanisław II Staniszewski, były oficer Samodzielnej Kolumny Samochodowej GISZ,
188. ppłk dypl. sap. dr Marian Steifer, I oficer sztabu inspektora armii generała Konarzewskiego w Warszawie,
189. płk dypl. piech. Antoni Staich, były II oficer sztabu inspektora armii,
190. śp. ppłk dypl. piech. Ludwik Strugała, oficer Biura Inspekcji GISZ,
191. kpt. art. Tadeusz Strużyński, były oficer ordynansowy inspektora armii generała Osińskiego,
192. płk dypl. kaw. Leon Strzelecki, były oficer do zleceń GISZ, szef Biura Inspekcji GISZ,
193. rtm. Jan Suchecki, były oficer ordynansowy inspektora armii generała Fary,
194. ppłk dypl. piech. Bronisław Szostak, oficer Biura Inspekcji GISZ, † 25 IX 1939 Warszawa,
195. ppłk dypl. Mieczysław Sulisławski, były referent w składzie osobowym inspektora armii generała Norwid-Neugebauera,
196. rtm. dypl. Juliusz Szychiewicz, oficer sztabu inspektora armii generała Dąb-Biernackiego,
197. ppłk dypl. piech. Roman Władysław Szymański, II oficer sztabu inspektora armii generała Dąb-Biernackiego,
198. mjr dypl. art. st. sp. Władysław Zbigniew Szymański, były referent w składzie osobowym inspektora armii generała Rybaka (31 X 1927[21] – 23 XII 1929[22]),
199. płk dypl. kaw. Józef Świerczyński, były oficer sztabu generała do prac przy GISZ generała Rómmla,
200. płk dypl. piech. Stanisław Świtalski, były I oficer sztabu generała do prac przy GISZ generała Burhardt-Bukackiego,
201. kpt. kanc. Stanisław Tyrankiewicz, były oficer ordynansowy generała do prac przy GISZ generała Burhardt-Bukackiego[23],
202. por. kaw. Juliusz Twardowski, były oficer ordynansowy generała do prac przy GISZ generała Kwaśniewskiego[24],
203. płk dypl. piech. Juliusz Ulrych, szef Biura dla prac Komitetu Obrony Państwa przy GISZ,
204. ppłk dypl. piech. st. sp. Józef II Urbanek, były referent w składzie osobowym inspektora armii generała Norwid-Neugebauera[25],
205. rtm. Alfons Vacqueret, były oficer ordynansowy inspektora armii generała Śmigły-Rydza[26],
206. rtm. Eugeniusz Virion, były oficer ordynansowy inspektora armii generała Fabrycego[27],
207. kpt. art. Witold Adam Walewski, oficer ordynansowy inspektora armii generała Fabrycego[28],
208. płk dypl. piech. Witold Wartha, były I oficer sztabu inspektora armii w Warszawie i szef Biura Inspekcji GISZ[29],
209. kpt. dypl. piech. Jan Wawrzkiewicz, były oficer sztabu generała do prac przy GISZ generała Orlicz-Dreszera[30],
210. płk dypl. piech. st. sp. Stanisław Wecki, były oficer Gabinetu Wojskowego GISZ,
211. płk dypl. Zygmunt Wenda, adiutant przyboczny w składzie osobowym GISZ,
212. ppłk dypl. Franciszek Węgrzyn, były oficer Biura Inspekcji GISZ,
213. kpt. dypl. art. Stanisław Wierzchowski, były oficer sztabu inspektora armii w Toruniu,
214. mjr dypl. st. sp. Wiktor Willamann, były oficer sztabu inspektora armii w Warszawie,
215. ppłk dypl. Stanisław Wiloch, były oficer sztabu inspektora armii generała Żeligowskiego,
216. śp. płk dypl. piech. Jan Włodarski, były oficer Gabinetu GISZ,
217. mjr dypl. obs. Zygmunt II Wojciechowski, były oficer do zleceń GISZ,
218. płk lek. st. sp. dr Marcin Woyczyński, były lekarz przyboczny GISZ,
219. śp. por. kanc. Stanisław Wroński, były oficer Kancelarii Gabinetu GISZ,
220. rtm. st. sp. Leon Wrześniowski, były oficer ordynansowy inspektora armii generała Rybaka,
221. mjr dypl. art. Jerzy Younga de Lenie, były oficer ordynansowy inspektora armii generała Rómmla,
222. ppłk dypl. piech. Konstanty Zaborowski, były II oficer sztabu inspektora armii generała Osińskiego,
223. mjr dypl. kaw. Jerzy Kazimierz Zaleski, były II oficer sztabu inspektora armii generała Berbeckiego,
224. mjr dypl. kaw. st. sp. Zygmunt Zalewski, były oficer sztabu inspektora armii generała Konarzewskiego,
225. por. żand. Bolesław Żarczyński, zastępca dowódcy Szwadronu Ochronnego (od 24 VI 1934),
226. ppłk dypl. art. Jerzy Aleksander Zawisza, były III oficer sztabu generała do prac przy GISZ generała Burhardt-Bukackiego,
227. płk dypl. piech. Józef Jan Zborzil, były I oficer sztabu inspektora armii generała Rómmla,
228. ppłk kaw. Konrad Zembrzuski, były adiutant przyboczny,
229. mjr piech. st. sp. Stefan IV Zieliński, Kancelaria GISZ (do 31 XII 1931),
230. rtm. Tadeusz III Zieliński, 7 października 1936 roku pełnił służbę w Inspektoracie Straży Granicznej w Stryju,
231. por. gosp. st. sp. Julian Zielski, płatnik[31].

15 maja 1937 roku Generalny Inspektor Sił Zbrojnych nadał kolejnym oficerom:
1. płk dypl. piech. Mikołaj Bołtuć, były oficer do specjalnych poruczeń w Gabinecie GISZ,
2. płk dypl. Jan Władysław Rozwadowski, były oficer w Gabinecie GISZ,
3. ppłk dypl. Tadeusz Kwiatkowski, oficer Biura Inspekcji GISZ,
4. mjr dypl. piech. Mieczysław Słowikowski, były pomocnik oficera do zleceń GISZ,
5. mjr kaw. Aleksander Hrynkiewicz, adiutant przyboczny na etacie M.S.Wojsk. (w drodze wyjątku),
6. kpt. Bolesław Ziemiański, dowódca ochrony na etacie Oddziału II SG (w drodze wyjątku),
7. kpt. piech. Zygmunt Brodowski, były oficer ordynansowy inspektora armii generała Skierskiego,
8. por. żand. Alfred Gołowski, były chorąży Szwadronu Ochronnego Żandarmerii,
9. ppor. rez. Roman Wiatr, urzędnik Kancelarii Biura Inspekcji GISZ,
10. ppor. rez. Marian Wojtanowski, urzędnik Kancelarii Płatnika GISZ[32].

## Członkowie Komisji Odznaki Pamiątkowej GISZ
Członkowie Komisji Odznaki Pamiątkowej GISZ:
- gen. broni Kazimierz Sosnkowski – przewodniczący
- płk dypl. piech. Zdzisław Zygmunt Wenda
- ppłk dypl. piech. Alfred Krajewski
- ppłk dypl. piech. Feliks Henryk Machnowski
- kpt. Stanisław Librewski z Biura Historycznego
- rtm. Juliusz Kroenitz – sekretarz[33]

## Oficerowie zdyskwalifikowani i pozbawieni prawa do posiadania odznaki
Oficerowie „zdyskwalifikowani do otrzymania Odznaki Pamiątkowej GISZ”:
1. śp. rtm. Idzi Belman, były oficer administracyjny GISZ, „popełnił samobójstwo na terenie GISZ. Po śmierci wyszły na jaw niewłaściwości w kierowanej przez niego gospodarce pieniężnej. Robił długi, a weksle żyrował mu między innymi urzędnik cywilny Roman Wiatr, który po samobójstwie por. Belmana musiał te weksle wykupić i popadł w niemałe kłopoty finansowe”[34],
2. ppłk dypl. Józef I Biernacki, były I oficer sztabu generała do prac przy GISZ, generała Kwaśniewskiego,
3. rtm. rez. Stanisław Dowgiałło, były oficer ordynansowy inspektora armii w Wilnie,
4. mjr dypl. rez. art. Tadeusz Kadyi de Kadyihàza, były oficer sztabu inspektora armii generała Burhardt-Bukackiego, „w stanie nietrzeźwym wywołał awanturę i wyrażał się w sposób niedopuszczalny o Panu Marszałku”[35],
5. śp. rtm. Stefan Kasimir, były oficer ordynansowy inspektora armii generała Osińskiego,
6. mjr dypl. st. sp. Leon Kniaziołucki, były oficer sztabu inspektora armii generała Orlicz-Dreszera,
7. śp. rtm. Kazimierz Przesmycki, kierownik Kancelarii GISZ,
8. mjr dypl. Jan Schaitter (sprawa „dessous bibliotekarki”),
9. kpt. dypl. Tadeusz Tokarz, były oficer sztabu inspektora armii generała Romera[36],

Oficerowie pozbawieni prawa do posiadania Odznaki Pamiątkowej GISZ:
- rtm. st. sp. Leon Wrześniowski – 13 października 1937 roku[37]